# Bridgewater (Pensilvania)
Bridgewater es un borough ubicado en el condado de Beaver en el estado estadounidense de Pensilvania. En el año 2000 tenía una población de 739 habitantes y una densidad poblacional de 412.6 personas por km².

## Geografía
Bridgewater se encuentra ubicado en las coordenadas 40°42′14″N 80°17′48″O / 40.70389, -80.29667.

## Demografía
Según la Oficina del Censo en 2000 los ingresos medios por hogar en la localidad eran de $38,750 y los ingresos medios por familia eran $42,500. Los hombres tenían unos ingresos medios de $31,023 frente a los $24,286 para las mujeres. La renta per cápita para la localidad era de $19,695. Alrededor del 12% de la población estaba por debajo del umbral de pobreza.